# Estrada de Ferro Santa Rita
Estrada de Ferro Santa Rita está situada no estado de São Paulo, Brasil.

## História
Em outubro de 1884 é criada por fazendeiros, visando ligar Porto Ferreira que fica as margens do rio Moji-Guaçu, na linha da Paulista, com a cidade de Santa Rita do Passa Quatro, que na época era chamada de Arraial de Santa Rita. A estrada tinha o objetivo de escoar a produção de café.
Os fundadores dessa ferrovia foram Bento José de Carvalho, Delphino Martins de Siqueira, Carlos Paes de Barros e Hormindo Leite Mello, que levantaram os recursos para construção do trecho com 27 km. A estrada foi aberta ao tráfego em 1890.
Em abril de 1891 a Cia Paulista compra a ferrovia, que passou a ser chamada de Ramal de Santa Rita.
A Estrada de Ferro de Santa Rita, ficou conhecida principalmente e trouxe muito desenvolvimento à cidade que hoje conta com 30 mil Habitantes.